# Jordi I de la Gran Bretanya
Jordi I del Regne Unit (Osnabrück o Hannover, 28 de maig de 1660 – 11 de juny de 1727) va ser el segon rei de la Gran Bretanya (anteriorment el país s'anomenava Gran Bretanya i Irlanda), primer de la Casa de Hannover, essent també elector de Hannover i duc de Brunsvic i Lüneburg.

## Vida a Hanover
Nascut a la ciutat hannoveriana d'Osnabrück el dia 28 de maig del 1660, fill del duc Ernest August de Brunsvic-Lüneburg i de la princesa Sofia del Palatinat, Jordi era net del duc Jordi de Brunsvic-Lüneburg i de la princesa Anna Elionor de Hessen-Darmstadt; i per via materna ho era de l'elector Frederic V del Palatinat i de la princesa Elisabet d'Anglaterra. Jordi era besnet del rei Jaume I d'Anglaterra i nebot del rei Carles I d'Anglaterra.
El seu pare li va ensenyar des de petit a muntar a cavall, el portava a caçar i el va introduir en temes militars; quan només tenia quinze anys el va portar a la guerra francoholandesa per posar-lo a prova. El 1679 va morir un germà del seu pare i ell va heretar el Ducat de Calenberg-Göttingen, amb capital a Hanover. El seu altre oncle Jordi Guillem de Brunsvic-Lüneburg, només tenia una filla i, per aplicació de la llei sàlica li corresponia a ell l'herència del ducat corresponent; tots aquests territoris pertanyents al Sacre Imperi Romanogermànic.
El 1683, Jordi i el seu germà, Frederick August, van estar a la batalla de Viena durant la Gran Guerra Turca.
El 1692 es van unir els dos ducats, el del pare i el de l'oncle i, per ser el primogènit, fou nomenat elector de Hanover. El gener del 1698 va morir el seu pare i va heretar el títol de duc. Poc després va morir Guillem, el fill de la princesa Anna de la Gran Bretanya, i la mare de Jordi, va ser designada successora al tron. L'agost del 1701 fou guardonat amb la medalla de l'Orde de la Lligacama

## Rei del Regne Unit
Va ser nomenat rei el 1714, després de la mort de la reina Anna. Abans del seu nomenament va mostrar-se defensor del cas dels catalans durant la Guerra de Successió Espanyola, però el 18 de setembre del 1714, quan va ordenar que la flota britànica es reincorporés al conflicte, Barcelona ja havia capitulat, circumstància que ell desconeixia.
Jordi es va haver d'adaptar a una manera diferent de governar, mentre que a Hanover tenia poder absolut, al Regne Unit havia de demanar permís al Parlament per cada decisió. Un any després del seu nomenament, un grup d'escocesos del Partit Tory es va alçar en rebel·lió perquè volien col·locar en el seu lloc James Francis Edward Stuart, un germanastre de la difunta reina Anna que, segons la llei de successió del 1701 quedava exclòs per ser catòlic. Aquesta rebel·lió va ser un fracàs i, a finals d'any, James Francis es va exiliar a França.
El rei Jordi va promoure la creació de la Triple Aliança (1717) contra el rei d'Espanya i llavors aquest va promoure una nova sublevació del jacobites, els partidaris de James Francis, però un temporal va fer naufragar els vaixells espanyols, que no van poder arribar a Escòcia. Per aquest temps va acabar la Gran Guerra del Nord entre Suècia i Rússia, i es va acordar que els territoris de Bremen i Verden serien cedits per la Corona sueca als Hannover a canvi d'una compensació econòmica.
Vivia generalment a Londres però passava temporades a la seva terra nadiua i va ser en un viatge entre Delden i Nordhorn el 9 de juny del 1727 que va patir un atac de cor; de seguida el van traslladar al castell d'Osnabrück on va morir dos dies després. Fou sepultat a la capella del castell de Leine, però les seves restes van ser traslladades a Herrenhausen després de la segona guerra mundial.

## Matrimoni i fills
El dia 21 de novembre del 1682 es casà a Celle amb la seva cosina, la duquessa Sofia Dorotea de Brunsvic-Lüneburg, filla del duc Jordi Guillem de Brunsvic-Lüneburg i de l'aristòcrata francesa Elionor d'Olbreuse. La parella tingué dos fills:
- SM el rei Jordi II de la Gran Bretanya, nat a Hannover el 1683 i mort al Palau de Kensington. Es casà amb la marcgravina Carolina de Brandenburg-Ansbach el 1705 a Hannover.
- SAR la princesa Sofia del Regne Unit, nada el 1687 a Hannover i morta el 1757 a Berlín. Es casà el 1706 a Berlín amb el rei Frederic Guillem I de Prússia.

Amb la seva amistançada, Melusine von der Schulenburg, duquessa de Kendal, va tenir dues filles més.